# Jeppe Kofod
Jeppe Sebastian Kofod (Copenaghen, 14 marzo 1974) è un politico danese, Ministro degli affari esteri dal 27 giugno 2019 al 15 dicembre 2022.

## Biografia

### Carriera politica
Fu eletto al Folketing nella circoscrizione di Bornholm nelle elezioni parlamentari del 1998 con i Socialdemocratici, rimanendo in carica fino al 2014 e presiedendo la commissione parlamentare sugli affari esteri.
Nel 2014 è stato eletto al Parlamento europeo per la Danimarca con 170 739 preferenze, diventando nel 2016 vicepresidente dell'Alleanza Progressista dei Socialisti e dei Democratici (S&D). Il 27 giugno 2019 ha rassegnato le dimissioni da europarlamentare per assumere la carica di Ministro degli affari esteri nel governo Frederiksen I; rieletto al Parlamento europeo alle elezioni del 2019, in sua sostituzione è stata proclamata Marianne Vind.